# Пушада ді реде
Пушада ді реде (порт. Puxada de Rede) — Бразильська фольклорна театральна постановка, що використовується у виступах капоейристів. За основу взята стара Бразильська легенда.

## Постановка

### Дійові особи
- Рибалка
- Дружина Рибалки
- Інші риболови і їх дружини

## Дія
Рибалка збирається ловити рибу вночі. Він сідає у свій човен (порт. jangada — невеликий дерев'яний човен, що використовується рибалками на північному заході Бразилії). 
Дружина передчуває, що станеться щось погане, і намагається відмовити Рибалку від риболовлі в цю ніч. Але він все одно йде, залишаючи свою Дружину плакати. 
Дружина цілу ніч чекає його на пляжі, і десь під ранок бачить, що його човен повертається разом з човнами інших рибалок. Але Дружина не бачить серед них свого чоловіка. Інші рибалки в сльозах розповідають, що Рибалка випав з човна через нещасний випадок. Коли риболови закинули сіть у море, то разом з рибою вони витягли і тіло свого загиблого товариша. Друзі Рибалки піднімають його тіло на руки і на пляжі виконують традиційний поминальний ритуал.

## Пісні
Переклад українською мовою написано курсивом

NO MAR

No mar, no mar, no mar, no mar eu ouvi cantar

     У морі я почув спів

No mar, no mar, no mar minha sereia, ela é sereia

     У морі моя сирена (русалка), вона є сирена 

MINHA JANGADA VAI SAIR PRO MAR

Minha jangada vai sair pro mar

     Мій човен відплива у море

Vou trabalhar, meu bem querer

     Йду працювати, моя кохана

Se Deus quiser quando voltar do mar

     Якщо Бог захоче, коли повернуся з моря

Um peixe bom, eu vou trazer

     Гарну рибу, я привезу

Meus companheiros também vão voltar

     Мої друзі теж повернуться

E a Deus do Ceu vamos agradecer

     І ми будемо дякувати Небесному Богу